# Pumpellyite
La pumpellyite est le nom d'un groupe de minéraux étroitement apparentés de la famille des sorosilicates : 
- pumpellyite-(Mg) : Ca2MgAl2[(OH)2|SiO4|Si2O7]·(H2O)[2]
- pumpellyite-(Fe2+) : Ca2Fe2+Al2[(OH)2|SiO4|Si2O7]·(H2O)[3]
- pumpellyite-(Fe3+) : Ca2(Fe3+,Mg,Fe2+)(Al,Fe3+)2[(OH,O)2|SiO4|Si2O7]·H2O[4]
- pumpellyite-(Mn2+) : Ca2(Mn2+,Mg)(Al,Mn3+,Fe3+)2[(OH)2|SiO4|Si2O7]·(H2O)[5]
- pumpellyite-(Al) : Ca2(Al,Fe2+,Mg)Al2[(OH,O)2|SiO4|Si2O7]·H2O[6]

La pumpellyite cristallise dans le système cristallin monoclinique, classe prismatique. Elle se présente typiquement en masses fibreuses à lamellaires vert-bleu à vert olive. Elle est translucide et vitreuse avec une dureté Mohs de 5,5 et une densité de 3,2. Ses indices de réfraction sont : nα=1,674–1,748, nβ=1,675–1,754 et nγ=1,688–1,764.
La pumpellyite se trouve dans des cavités amygdaloïdes et en remplissage de fissures dans des roches basaltiques et gabbroiques dans des terranes métamorphiques. Il s'agit d'un minéral indicateur des faciès métamorphiques prehnite-pumpellyite. Elle est associée aux chlorites, à l'épidote, au quartz, à la calcite et à la prehnite. 
Elle fut décrite pour la première fois en 1925 pour des occurrences dans la mine Calumet, comté de Houghton, Péninsule de Keweenaw dans le Michigan et nommée d'après le géologue américain Raphael Pumpelly (1837–1923).